# Nitrocarburieren
Nitrocarburieren ist ein thermochemisches Verfahren zum Anreichern der Randschicht eines Werkstückes mit Stickstoff und Kohlenstoff. Somit entsteht eine Nitrierschicht, bestehend aus Verbindungsschicht und Diffusionsschicht. 
Im Gegensatz dazu wird beim Nitrieren lediglich Stickstoff eingelagert.
Der Vorgang kann in verschiedenen Medien durchgeführt werden:
- im Gas (Gasnitrocarburieren)
- im Salzbad (Salzbadnitrocarburieren)
- im Plasma (Plasmanitrocarburieren)

## Gasnitrocarburieren
Die Gasnitrocarburierung wird bei Temperaturen zwischen 500 °C und 630 °C in einem Gasgemisch, welches Stickstoff (z. B. Ammoniak) und Kohlenstoff (z. B. Kohlendioxid) abgeben kann, durchgeführt. Ziel ist es, die Verschleißfestigkeit und die Korrosionsbeständigkeit von niedrig bis mittellegierten Stählen zu verbessern. Höherlegierte Stähle mit einem Chromgehalt von über 13 % sind in der Regel wegen der Ausbildung einer Passivierungsschicht nicht geeignet. Eine Abkühlung in oxidierenden Atmosphären erhöht in der Regel die Korrosionsbeständigkeit. 

## Salzbadnitrocarburieren
Beim Salzbadnitrocarburieren werden Bauteile aus niedrig-, mittel- bis hochlegierten Stählen und Gusseisen in einer Salzschmelze bei Temperaturen von 550 °C bis 630 °C behandelt. Als Vorteile des Verfahrens gelten die kurze Behandlungsdauer, die hohe erzeugte Verschleißbeständigkeit und die Korrosionsbeständigkeit. Eine oxidative Nachbehandlung zeigt dieselbe positive Wirkung wie beim Gasnitrocarburieren. Als Salzbadkomponenten dienen Alkalicyanate sowie Alkalicarbonate, die verbrauchten Salze können während der Reaktion nachdosiert werden.

## Plasmanitrocarburieren
Beim Plasmanitrocarburieren können auch hochlegierte Stähle in der Randschicht gehärtet werden. Die Bauteile werden bei Temperaturen von 350 °C bis 600 °C mit ionisiertem Gas behandelt. In der Regel ist keine mechanische Nachbehandlung der Teile erforderlich.